# Ma Dong-seok
Ma Dong-seok, o Dong-seok Lee, anche noto come Don Lee (마동석?; Seul, 1º marzo 1971), è un attore sudcoreano con cittadinanza statunitense.

## Biografia
Praticante di pugilato da anni, prima di intraprendere la carriera attoriale si allenava per diventare pugile professionista ed era il personal trainer dei lottatori Mark Coleman e Kevin Randleman.
Nel 2019 si è unito al cast di Eternals dove interpreta il ruolo di Gilgamesh.

## Filmografia parziale

### Cinema
- Il buono, il matto, il cattivo, regia di Kim Ji-woon (2008)
- Gukgadaepyo, regia di Kim Yong-hwa (2009)
- The Unjust, regia di Ryoo Seung-wan (2010)
- Gyeolhonjeon-ya, regia di Hong Ji-young (2013)
- One on One (Il-dae-il), regia di Kim Ki-duk (2014)
- Train to Busan, regia di Yeon Sang-ho (2016)
- Derailed, regia di Lee Seong-Tae (2016)
- The Outlaws, regia di Kang Yun-seong (2017)
- Buradeo, regia di Kang Yun-seong (2017)
- Sin-gwa ham-kke: Jwi-wa beol, regia di Yong-hwa Kim (2017)
- Wonderful Ghost, regia di Jo Won-hee (2017)
- Shimajiro and the Rainbow Oasis, regia di Isamu Hirabayashi e Pil-sung Yim (2018)
- Chaem-pi-eon, regia di Yong-wan Kim (2018)
- Along with the Gods: The Last 49 Days, regia di Kim Yong-hwa (2018)
- The Villagers, regia di Im Jin-sun (2018)
- Unstoppable, regia di Kim Min-ho (2018)
- The Gangster, the Cop, the Devil, regia di Lee Won-tae (2019)
- Nappeun nyeoseokdeul: The Movie, regia di Yong-ho Son (2019)
- Start-Up, regia di Jeong-Yeol Choi (2019)
- Ashfall - The Final Countdown, regia di Byung-seo Kim e Hae-jun Lee (2019)
- Paboos, regia di Kwang-Hyun Park e Mehdi Yarmohamadi (2019)
- Eternals, regia di Chloé Zhao (2021)
- The Roundup, regia di Lee Sang-yong (2022)
- The Roundup: No Way Out, regia di Lee Sang-yong (2023)
- Badland Hunters, regia di Heo Myeong Haeng (2024)
- The Roundup: Punishment, regia di Heo Myung-haeng (2024)

### Televisione
- Nappeun nyeoseokdeul (나쁜 녀석들?) – serie TV, 11 episodi (2014)
- Sense8 - serie TV, episodio 1x04 (2015)
- 38sagidongdae - serie TV, 16 episodi (2016)

## Doppiatori italiani
Nelle versioni in italiano nelle opere in cui ha recitato, Ma Dong-seok è stato doppiato da:
- Walter Rivetti in Train to Busan, The Gangster, the Cop, the Devil, The Outlaws, The Roundup, The Roundup: No Way Out, The Roundup: Punishment
- Luca Graziani in One on One, Eternals
- Gianluca Machelli in Ashfall - The Final Countdown, Badland Hunters
- Mario Bombardieri ne Il buono, il matto, il cattivo
- Fabrizio Picconi in The Unjust